# Willemia trisphaerae
Willemia trisphaerae är en urinsektsart som beskrevs av Potapov in Babenko, Chernova, Potapov och Sophya K. Stebaeva 1994. Willemia trisphaerae ingår i släktet Willemia och familjen Hypogastruridae. Inga underarter finns listade i Catalogue of Life.